# Ellingerode (Wüstung, Lindau)
Die Wüstung Ellingerode befindet sich in der Gemarkung der Gemeinde Katlenburg-Lindau im Landkreis Northeim in Südniedersachsen.

## Lage
Ellingerode befand sich ungefähr einen Kilometer nordwestlich von Lindau am Rand des Eichsfeldes in der Nachbarschaft zu Wachenhausen und der Domäne Albrechtshausen, die genaue Lokalisierung zwischen den Gemarkungen von Lindau, Wachenhausen und Katlenburg ist nicht bekannt. Der ehemalige Ort liegt in der Niederung zwischen der Rhume und deren rechtsseitigem Zufluss Oder an der heutigen Bundesstraße 247.

## Geschichte der Wüstung
Eine erste schriftliche Erwähnung für den Ort Ellingherode gibt es für das Jahr 1290, Abt Heinrich von Corvey übergibt dem Kloster Katlenburg alle Güter zu Ellingerode von Albrecht von der Rhume. In weiteren Urkunden zwischen 1290 und 1311 werden verschiedene Besitzer oder Käufer von Gütern genannt, unter anderem der Bischof von Hildesheim, das Kloster Corvey, Albert von der Ruma und Hermann genannt von Uderde, ein Neffe von Albert. 
Letzte Erwähnungen gibt es für die Jahre 1318 und 1330 als Eldingerode. Ob der Ort zu diesem Zeitpunkt nicht mehr bewohnt war oder kurze Zeit später verlassen wurde, ist nicht genau bekannt. 1525 wird der Ort nochmals in einer Urkunde im Zusammenhang mit einer Katlenburger Stiftswiese erwähnt. In dieser Gegend ist noch Anfang des 20. Jahrhunderts eine Ellingeroder Wiese bekannt.

## Namensherkunft
Die Schreibweisen schwanken in den bekannten Urkunden zwischen Ellingerode und Eldingerode. Die Namensherkunft verweist auf einen Vornamen „Aldo-“ in Verbindung mit dem Grundwort „–rode“ oder „-ingerode“.